# Skifteretten
Skifteretten er en afdeling af en byret. Byretter er placeret i de fleste større byer i Danmark.
I Skifteretten behandler man spørgsmål om "skifte" af formuer, dvs. når formuer helt eller delvist skal flyttes fra en person til en eller flere andre personer, eller fra en virksomhed til en eller flere andre virksomheder.
De praktiske situationer er, at en person dør, og vedkommendes formue skal "skiftes" til arvingerne, at et ægtepar skal skilles og den fælles formue skal "skiftes" til to dele (to personer). Eller at en virksomhed erklæres konkurs, og dennes formue skal "skiftes" til kreditorerne. Man vil derfor typisk blive indkaldt til skifteretten, fordi man er arving i et dødsbo eller evt. kreditor i et konkurs- eller betalingsstandsnings bo.
Skifteretten udpeger en bobestyrer, hvis der er uenighed mellem arvingerne, ikke er kendskab til alle arvinger, man ikke kan komme i kontakt med dem, hvis arvingerne er umyndige eller bosat i udlandet, hvis boet er insolvent eller hvis Skifteretten mener, at det er nødvendigt af andre årsager.
Skifteretten fungerer som domstol, hvis arvingerne ikke er enige om retten til at arve, eksempelvis uenighed om, hvor stor en arv skal være eller retten til et bestemt aktiv. I så fald anlægger man en retssag ved Skifteretten, som træffer afgørelse herom.
Enker eller enkemænd har mulighed for at fortsætte i uskiftet bo. Det betyder at arvesagen ikke afsluttes og formuen forbliver uskiftet, så børn og andre arvinger først arver efter den sidste ægtefælles død. Således forhindres en situation, hvor den efterladte ægtefælle tvinges ud i salg af ejendom og eventuelle værdipapirer for at børnene kan få deres del af arven. Disse forhold behandles også i skifteretten.